# Morrigan Aensland
Morrigan Aensland (モリガン・アーンスランド, Morigan Ānsurando) est un personnage de jeu vidéo de la série de jeu de combat Darkstalkers développé par Capcom. Morrigan est un succube, dotée de plusieurs ailes de chauve-souris (deux à sa taille et deux à ses tempes). Sa voix est interprétée par Yayoi Jinguji dans nombre de ses apparitions du jeu vidéo, à l'exception de Marvel vs. Capcom 3: Fate of Two Worlds, où elle a été interprétée par Rie Tanaka.
Alors que Demitri remplit officiellement le rôle de protagoniste principal de la série Darkstalkers, il a souvent été laissé entendre que Morrigan en est le personnage principal, en raison de son importance dans l'histoire ainsi que ses nombreuses apparitions en dehors de la série.

## Conception et design
Assez tôt dans le développement de Darkstalkers, l'équipe de développement décide de créer deux personnages féminins : une catwoman (Felicia) et une vampire (Morrigan). Initialement, Felicia était destinée à être le personnage « sexy » du jeu, tandis que la vampire serait la protagoniste « mignonne ». Cependant, la conception de Morrigan la rapproche plus du stéréotype sexy, provoquant une modification en conséquences de Felicia.

## Dans les jeux vidéo
Morrigan est un succube et la fille adoptive de Bélial Aensland. Quand elle naquit, Morrigan était extrêmement puissante (une « classe S » selon certains livres japonais), si bien que Bélial dut lui retirer une partie de cette puissance : un tiers d'elle-même a été renvoyé dans la mort, et un tiers partit dans une troisième dimension, qui devint finalement un être propre, le succube Lilith. Ignorant l'action de Bélial, Morrigan grandit et passa sa vie dans le château terne d'Aensland. De ce fait, elle visita fréquemment le monde des humains pour son propre divertissement.
À une occasion, Morrigan est attirée par un étrange pouvoir (ce qui s'avéra être le démon du feu Pyron), et s'aventure dans le monde des humains une nouvelle fois. À son retour, elle est informée de la mort de Bélial, et doit lui succéder sur le trône d'Aensland. Bien qu'elle soit désormais légitimement le chef de la Makai, elle se dérobe souvent à ses responsabilités et cherche à poursuivre sa vie d'avant. Morrigan rencontra finalement Lilith, et les deux êtres fusionnèrent en un seul, afin de rétablir pleinement la puissance de Morrigan.

### Style de combat
Le style de combat de Morrigan est basée principalement sur Ryu et Ken de Street Fighter. Darkness Illusion de Morrigan a été le premier super move dont la manipulation de lancement est la même que le célèbre Shun Goku Satsu. Les critiques de fans visèrent notamment un problème de développement : le fait d'avoir le même sprite, depuis le jeu original Darkstalkers (1994) jusqu'à Capcom vs SNK 2 (2001). Ses sprites semblent particulièrement prendre leur place dans la série Capcom vs SNK à mesure qu'ils acquièrent un contour noir.[pas clair] Bien que techniquement dépassée, une mise à jour en 3D a été faite dans Tatsunoko vs. Capcom: Ultimate All-Stars.

### Jeux Crossover
Morrigan est le personnage de Darkstalkers à apparaître le plus fréquemment hors de sa série d'origine. Elle apparaît en premier lieu dans Super Puzzle Fighter II Turbo aux côtés de Donovan, Hsien-Ko et Felicia. Sa tenue alternative dans cet opus présente une chevelure blonde.
Elle est introduite dès le début de la série Marvel vs. Capcom. Dans le premier jeu Marvel vs. Capcom, Morrigan et une Morrigan alternative « style Lilith » apparaissent toutes deux, la seconde en tant que personnage secret. Dans son intro-sprite, Lilith apparaît et se confond avec elle. C'est un clin d'œil à leur fusion, advenue à la fin de Vampire Savior ; le nouveau personnage montre la puissance maximale de Morrigan. Dans Marvel vs. Capcom 2, elle est rejointe par ses compagnons de Darkstalkers Anakaris, B.B. Hood et Felicia.
Morrigan, Felicia et B.B. Hood sont présentes dans SNK vs. Capcom: The Match of the Millennium pour la console Neo Geo Pocket Color, puis Morrigan seule rejoint les jeux Capcom vs. SNK et Capcom vs. SNK 2. Morrigan réappartait dans les crossovers Tatsunoko vs. Capcom, Marvel vs. Capcom 3: Fate of Two Worlds, et Ultimate Marvel vs. Capcom 3. Morrigan fait également apparition dans Namco x Capcom et le jeu de rôle Cross Edge, avec d'autres personnages de Darkstalkers.
Les seuls jeux où Morrigan n'était pas présente sont SNK SVC Chaos, où est présent Demitri Maximoff, et Capcom Fighting Jam, qui présente Anakaris, Demitri, Felicia, Pyron, et Jedah.
Morrigan apparaît aussi dans Project X Zone, accompagnée de Chun-li de Street Fighter, et dans Project X Zone 2, cette fois accompagné de Demiri Maximoff.

## Autres médias
Morrigan apparaît dans l'anime Night Warriors: Darkstalker's Revenge.

## Réception critique
En 1998, Morrigan est nommé le 17e meilleur personnage et le meilleur en 1997[pas clair] par le magazine Gamest. En 2003, GameSpy la classe 3e dans son « Top 10 Babes in Games », la considérant comme « la réponse de Capcom à Mai Shiranui ». En 2008, elle est classée numéro 11 dans « Top 50 Videogame Hotties » par le site UGO.com (en), indiquant une préférence pour son apparence et ses vêtements ; le même site, couvrant le « Top 11 Girls of Gaming », la décrit comme « une merveille anatomique » et emblématique, ajoutant que « « ses apparitions dans des franchises de lutte de Capcom prouve que l'entreprise a de bonnes notions d'anatomie féminine » La même année, le magazine Play la met en vedette dans l'article « Girls of Anime », et déplore son absence dans Capcom Fighting Evolution dans le volume 2 du spécial « Girls of Gaming ». Toujours en 2008, GameDaily l'inclut dans sa liste de « Ten Babes Who Should and 10 Babes Who Shouldn't Meet Your Mom ».

## Doublages
- Yayoi Jinguji[9]
  - 1994 - Darkstalkers: The Night Warriors
  - 1995 - Night Warriors: Darkstalkers' Revenge
  - 1996 - Super Puzzle Fighter II Turbo
  - 1997 - Vampire Savior: The Lord of Vampire
  - 1997 - Super Gem Fighter: Mini Mix
  - 1998 - Marvel vs. Capcom: Clash of Super Heroes
  - 2000 - Marvel vs. Capcom 2: New Age of Heroes
  - 2000 - Capcom vs. SNK: Millennium Fight 2000 Pro
  - 2001 - Capcom vs. SNK 2: Mark of the Millennium 2001
  - 2005 - Namco x Capcom
  - 2008 - Tatsunoko vs. Capcom: Cross Generation of Heroes
  - 2008 - Cross Edge

- Rie Tanaka[10]
  - 2011 - Marvel vs. Capcom 3: Fate of Two Worlds
  - 2011 - Ultimate Marvel vs. Capcom 3

- Rei Sakuma
  - 1997 - Night Warriors: Darkstalkers' Revenge (anime)